# Azteca aragua
Azteca aragua este o specie de furnică din genul Azteca. Descrisă de Longino în 1991, specia este larg răspândită în Venezuela.